# Dudley Benjafield
Joseph Dudley Benjafield, född den 6 augusti 1887, död den 20 januari 1957, var en brittisk bakteriolog och racerförare.
Benjafield tjänstgjorde som läkare i Egypten under första världskriget.
Efter kriget ägnade han sig åt motorsport, först med motorbåt och senare bilsport med en privat Bentley 3 Litre. 1927 vann han Le Mans 24-timmars, tillsammans med "Sammy" Davis.
Benjafield var en av grundarna till British Racing Drivers' Club och dess förste ordförande.